# Omeros
Omeros ist ein Epos des Schriftstellers Derek Walcott aus St. Lucia. Es wurde 1990 erstmals veröffentlicht. Das Werk ist aufgeteilt in sieben „Bücher“ mit insgesamt 64 Kapiteln. Kritiker betrachten Omeros als Walcotts „major achievement“ (Hauptwerk). Bald nach der Veröffentlichung 1990 erhielt es großen Zuspruch unter anderem von Medien wie der The Washington Post und der The New York Times Book Review, wobei die letztere das Buch als eines der „Best Books of 1990“ auszeichnete und es als „eines von Mr. Walcotts besten poetischen Arbeiten“ (one of Mr. Walcott's finest poetic works) bezeichnete. Das Buch gewann 1991 den WH Smith Literary Award. 1992 erhielt Walcott den Nobelpreis für Literatur und Kjell Espmark, der als Mitglied des Nobelpreiskomitees den Laureaten vorstellte, hob besonders den Omeros als Hauptwerk von Walcott hervor. Walcott gestaltete auch selbst das Cover des Buches, auf dem einige der Hauptfiguren zusammen in einem Boot auf See zu sehen sind.

## Inhalt
Das Epos ist lose an die Ilias von Homer angelehnt und benutzt immer wieder Zitate und Figuren aus dem Werk. Die Hauptfiguren sind beispielsweise die Fischer Achille und Hector, außerdem treten der pensionierte englische Offizier Major Plunkett mit seiner Frau Maud, die Hausangestellte Helen, der blinde Mann „Seven Seas“ (der symbolisch für Homer steht) und der Autor selbst auf. Obwohl der Hauptteil der Geschichte auf der Insel St. Lucia spielt, wo Walcott geboren wurde und aufwuchs, schuf Walcott auch Szenen in Brookline, Massachusetts, wo er zu der Zeit lebte und lehrte als er das Werk schuf, und die Figur Achille stellt sich eine Reise auf einem Sklavenschiff von Afrika in die Karibik vor; darüber hinaus erzählt Walcott in Buch Fünf von Reiseerfahrungen in zahlreichen Städten in aller Welt, unter anderen Lissabon, London, Dublin, Rom und Toronto.
Die Insel St. Lucia war historisch bekannt als „the Helen of the West Indies“ (die Helena der Westindischen Inseln), weil im 18. Jahrhundert die Kolonialherrschaft auf der Insel häufig zwischen den Franzosen und den Engländern wechselte, die aufgrund der strategischen Lage der Insel gegenüber von Nordamerika ihre Interessen verfolgten. In Referenz dazu personifiziert Walcott die Insel gelegentlich wie seine Figuren als „Helen“ und verbindet damit symbolisch die Insel sowohl mit der Helena Homers als auch mit der Housemaid Helen.
Walcott teilt die Narrative unter seinen Figuren und seiner eigenen Stimme auf, so dass das Epos keinen Protagonisten oder „Helden“ darstellt, wie es in konventionellen Epen der Fall wäre. Auch seine Narrative folgt keinem klaren, linearen Weg. Walcott springt durch die Zeit und von Figur zu Figur ohne sonderlichen Bezug zu narrativen Strukturen. Diese Tendenzen, zusammen mit Walcotts Einschaltung seines selbst in das Epos, sowie sein Kommentar zu seinen Figuren als fiktionalen Kreaturen, machen das Gedicht zu einem postmodernen Epos.
Ein großer Teil des Epos spielt im späten 20. Jahrhundert, aber es gibt zahlreiche Szenen, die in anderen Epochen spielen. Beispielsweise gibt es Kapitel, die im späten 18. Jahrhundert spielen und von den Vorfahren der Figuren Achille und Plunkett handeln. Diese Passagen beschreiben die Schlacht von Les Saintes, die 1782 vor der Küste von St. Lucia stattfand und mit einem Sieg der britischen Flotte unter dem Kommando von Admiral George Rodney über die Franzosen endete.
In Book 4 und 5 schreibt Walcott ebenfalls über und mit der Stimme der Aktivistin Caroline Weldon aus dem 19. Jahrhundert, die für die Rechte der Lakota-Sioux-Indianer kämpfte.
Die Erzählung des Omeros kann grob in drei Haupthandlungen eingeteilt werden, die kreuz und quer durch den Text verlaufen. Die erste folgt der homerischen Rivalität zwischen Achille und Hector um ihre Liebe Helen. Daneben tritt eine kleinere Figur auf, die als Philoctete bezeichnet wird, ein verwundeter Fischer, der inspiriert ist von Homers Philoktetes. Der zweite Handlungsstrang ist die eingewobene Geschichte von Major Plunkett und seiner Frau Maud, die auf der Insel leben und mit der Kolonialgeschichte der Briten zu kämpfen haben. Der dritte Handlungsstrang ist die autobiographische Erzählung von Walcott selbst.

## Form
Für den größten Teil des Epos benutzt Walcott eine dreizeilige Form, die an das Terzineschema erinnert, welches Dante in seiner Göttlichen Komödie benutzt. Walcotts Form ist allerdings viel freier als Dantes'. Sein Reimschema folgt keinem regulären Muster. Walcott behauptete in einem Interview zwar, dass das Epos in Hexametern verfasst sei, das trifft jedoch nur teilweise zu. Lance Callahan schreibt, dass das Gedicht oft den Eindruck machte in freien Versen verfasst zu sein. Jill Gidmark merkt an, dass „Walcotts Verse nach dem Augenschein, aber nicht nach dem Metrum dieselbe Länge aufweisen“ („Walcott’s lines are visually, though not metrically, the same length“).
In einem kurzen Abschnitt (Section III) des Anfangskapitels von Buch 4 bricht Walcott auch komplett mit der Terzinenform und schreibt Reimcouplets in Tetrametern.

## Bühnenadaptationen
Walcott hat das Werk zur Aufführung am Sam Wanamaker Playhouse, Shakespeare's Globe, in London adaptiert. Mit den Schauspielern Joseph Marcell und Jade Anouka aus St. Lucia wurde es im Mai und Juni 2014 aufgeführt. Eine zweite Spielzeit fand im Oktober 2015 statt.